# Greater Upper Nile
Greater Upper Nile is een historische regio in het noordoosten van Zuid-Soedan. De regio telt 2,9 miljoen inwoners op een oppervlakte van 236.208 km². De regio is vernoemd naar de Witte Nijl die door het gebied stroomt.
Greater Upper Nile omvat drie deelstaten:
- Upper Nile
- Jonglei
- Unity